# 1929 في أستراليا
فيما يلي قوائم الأحداث التي وقعت خلال عام 1929 في أستراليا.

## سياسة

### تعيين في المنصب
- 30 نوفمبر – روبرت منزيس عضو الجمعية التشريعية فيكتوريا.

### انتهاء فترة المنصب
- 12 أكتوبر – ستانلي بروس عضو مجلس النواب الأسترالي،رئيس وزراء أستراليا.
- 21 أكتوبر – ايرل بيج أمين صندوق أستراليا [الإنجليزية]‏.
- 11 نوفمبر – روبرت منزيس عضو المجلس التشريعي الفيكتوري.

## رياضة
- 1 يناير – البطولات الأسترالية 1929

## مواليد

### يناير
- 1 يناير – أليكس سكوت ممثل أسترالي.

### فبراير
- 24 فبراير – فيلي فريزر لاعب كرة قدم اسكتلندي.

### مارس
- 31 مارس – دون كاندي لاعب كرة مضرب أسترالي.

### مايو
- 17 مايو – جون ديفيز

### يونيو
- 2 يونيو – كين ماكغريغور لاعب كرة مضرب أسترالي.

### يوليو
- 5 يوليو – جيمي كاروثرز ملاكم أسترالي.
- 25 يوليو – رون لورد لاعب كرة قدم أسترالي.

### سبتمبر
- 2 سبتمبر – ريكس هارتويغ لاعب كرة مضرب أسترالي.
- 18 سبتمبر – ريتشارد جريمسديل